# Julius Ambrunn
Julius Ambrunn, auch Jonas Ambrunn (geboren 22. November 1872 in Bad Neuhaus a. d. S.; gestorben nach dem 23. Januar 1942 in oder bei Riga, Lettland) Kaufmann, war der letzte Vorsitzende der von den Nazis vernichteten Dorstener jüdischen Synagogengemeinde (bis 1942). Julius Ambrunn war bis 1932 im Vorstand der Synagogenhauptgemeinde Dorsten. Am 23. Januar 1942 wurde die Familie mit anderen von den staatlichen Stellen des NSDAP-Apparates nach Riga deportiert, wo ihr Leben und ihre Spuren von den mutmaßlichen Tätern vernichtet wurden. Im Dorstener Einwohnermeldeamt findet sich der Vermerk: „Alle drei am 23. 1. 1942 nach unbekannt abgemeldet“.

## Leben
Er war mit Rosalie A., geborene Rosalie Stegerhoff, geboren am 20. November 1871 in Soest, verheiratet. Am 8. März 1912 kamen beide nach Dorsten. Am 3. Februar 1912 wurde der Sohn Kurt A. geboren, der nach dem Schulbesuch des Dorstener und des Gladbecker Gymnasiums Textilkaufmann wurde.
1935 hatte sich die Familie Ambrunn um die Auswanderung nach Amerika beworben, wozu jedoch die Genehmigung nicht erteilt wurde.

## Gedenken
1988 benannte die Stadt Dorsten eine Straße nach Julius Ambrunn, an der sich heute u. a. das 1992 eröffnete Jüdische Museum Westfalen befindet.
Drei Stolpersteine befinden sich vor dem Haus Lippestraße 41, deren Patenschaft von Schülerinnen der örtlichen Matthäusschule (Alt-Wulfen) übernommen wurde.